# Jaimee Fourlis
Jaimee Fourlis (ur. 17 września 1999 w Melbourne) – australijska tenisistka pochodzenia greckiego, finalistka Australian Open 2022 w grze mieszanej.

## Kariera tenisowa
W karierze wygrała dziewięć turniejów singlowych i dziesięć deblowych rangi ITF. 18 lipca 2022 zajmowała najwyższe miejsce w rankingu singlowym WTA Tour – 147. pozycję, natomiast 2 marca 2020 osiągnęła najwyższą lokatę w deblu – 138. miejsce.
W styczniu 2022 roku doszła do finału Australian Open w grze mieszanej. Razem z Jasonem Kublerem ulegli w meczu mistrzowskim 3:6, 4:6 parze Kristina Mladenovic–Ivan Dodig.

## Finały turniejów WTA
| Legenda                   | Legenda |
| ------------------------- | ------- |
| Wielki Szlem              |         |
| Igrzyska olimpijskie      |         |
| WTA Tour Championships    |         |
| od 2021                   |         |
| WTA 1000 (obowiązkowe)    |         |
| WTA 1000 (nieobowiązkowe) |         |
| WTA 500                   |         |
| WTA 250                   |         |
| WTA 125                   |         |

### Gra mieszana 1 (0–1)
| Końcowy wynik | Nr | Data             | Turniej         | Nawierzchnia | Partner      | Przeciwnicy                    | Wynik finału |
| ------------- | -- | ---------------- | --------------- | ------------ | ------------ | ------------------------------ | ------------ |
| Finalistka    | 1. | 28 stycznia 2022 | Australian Open | Twarda       | Jason Kubler | Kristina Mladenovic Ivan Dodig | 3:6, 4:6     |

## Finały turniejów WTA 125

### Gra podwójna 1 (1–0)
| Końcowy wynik | Nr | Data            | Turniej  | Nawierzchnia | Partnerka  | Przeciwniczki                     | Wynik finału   |
| ------------- | -- | --------------- | -------- | ------------ | ---------- | --------------------------------- | -------------- |
| Zwyciężczyni  | 1. | 3 stycznia 2025 | Canberra | Twarda       | Petra Hule | Darja Semeņistaja Nina Stojanović | 7:5, 4:6, 10–6 |

## Wygrane turnieje rangi ITF
| turnieje z pulą nagród 100 000 $ |
| turnieje z pulą nagród 80 000 $  |
| turnieje z pulą nagród 60 000 $  |
| turnieje z pulą nagród 25 000 $  |
| turnieje z pulą nagród 15 000 $  |
| turnieje z pulą nagród 10 000 $  |

### Gra pojedyncza
|    | Data       | Turniej    | Kat. | ($)    | Naw.   | Finalistka                         | Wynik            |
| 1. | 14/02/2016 | Perth      | ITF  | 25 000 | twarda | Jang Su-jeong                      | 6:4, 2:6, 7:6(1) |
| 2. | 01/04/2018 | Canberra   | ITF  | 25 000 | ziemna | Ellen Perez                        | 6:3, 6:2         |
| 3. | 29/04/2018 | Pula       | ITF  | 25 000 | ziemna | Anastasia Grymalska                | 6:4, 4:6, 6:0    |
| 4. | 22/08/2021 | Ourense    | ITF  | 25 000 | twarda | Fanny Stollár                      | 7:6(3), 6:3      |
| 5. | 13/03/2022 | Bendigo    | ITF  | 25 000 | twarda | Olivia Gadecki                     | 6:3, krecz       |
| 5. | 05/06/2022 | Braszów    | ITF  | 60 000 | ziemna | İpek Öz                            | 7:6(0), 6:2      |
| 7. | 12/06/2022 | Madryt     | ITF  | 25 000 | twarda | Guiomar Maristany Zuleta de Reales | 6:4, 6:2         |
| 8. | 12/02/2023 | Burnie     | ITF  | 25 000 | twarda | Olivia Gadecki                     | 6:4, 6:3         |
| 9. | 07/07/2024 | Amstelveen | ITF  | 35 000 | ziemna | Berfu Cengiz                       | 7:6(2), 2:6, 6:1 |